# Ahrān
Ahrān (persiska: اهران) är en ort i Iran.   Den ligger i provinsen Teheran, i den centrala delen av landet, 70 km öster om huvudstaden Teheran. Ahrān ligger 1 899 meter över havet och antalet invånare är 467.
Terrängen runt Ahrān är varierad.Runt Ahrān är det ganska glesbefolkat, med 23 invånare per kvadratkilometer. Närmaste större samhälle är Damāvand, 14,1 km nordväst om Ahrān. Trakten runt Ahrān består i huvudsak av gräsmarker.